# Fontainebleau Miami Beach
Das Fontainebleau Miami Beach oder Fontainebleau Hotel ist eines der bekanntesten Hotels in Miami Beach. Es gilt als eines der bedeutendsten Gebäude in Florida, wurde von Morris Lapidus entworfen und 1954 eröffnet. Am 22. Dezember 2008 wurde das Fontainebleau Miami Beach in das National Register of Historic Places eingetragen.
In den 1950er und 1960er Jahren galt das Hotel als Inbegriff für Luxus und mondänes Leben. Einige Szenen des James-Bond-Films Goldfinger wurden hier gedreht; ebenso diente es als Filmkulisse für die Filme Zwei bärenstarke Typen und Police Academy 5 – Auftrag Miami Beach. Frank Sinatra, Elvis Presley und Jerry Lewis gaben Gastspiele. 1977 überquerte der 72-jährige Hochseilartist Karl Wallenda mehr als 50 Meter über dem Boden ein 200 Meter langes Seil zum benachbarten Hotel Eden Roc.
Das Hotel wurde 2008 für über eine Milliarde US-Dollar renoviert und um zwei Gebäude erweitert.